# Fausto Russo Alesi
Fausto Russo Alesi (Palermo, 13 ottobre 1973) è un attore e regista teatrale italiano.

## Biografia
Nato a Palermo, si trasferisce a Milano per seguire gli studi di recitazione, diplomandosi nel 1996 alla Scuola d'arte drammatica Paolo Grassi. Lavora per diversi anni al Piccolo Teatro di Milano, dove viene diretto da Luca Ronconi in opere quali Sogno di una notte di mezza estate, Il mercante di Venezia, Santa Giovanna dei Macelli, Il silenzio dei comunisti di Foa, Mafai e Reichlin, e Celestina vicino alle concerie in riva al fiume di Michel Garneau. Nel 2008 viene diretto da Peter Stein in I demoni, recitando nei panni di Aleksej Kirillov e nel 2018 dalla regista teatrale Serena Sinigaglia in Ivan, monologo tratto dal romanzo I fratelli Karamazov. Vince per tre volte il Premio Ubu, una volta come migliore attore under 30 e due volte come miglior attore non protagonista: nel 2009 e nel 2012.
Parallelamente all'attività teatrale muove i primi passi nel mondo del cinema: recita piccole parti nei film di Silvio Soldini e viene successivamente notato da Marco Bellocchio, che lo scrittura per il film Vincere (2009). Nel 2012 interpreta un giornalista e agente segreto nel film Romanzo di una strage, sotto la regia di Marco Tullio Giordana. Nello stesso anno torna a teatro, recitando nella commedia Natale in casa Cupiello di Eduardo De Filippo; Alesi, unico interprete, si presta a un monologo che dà voce a tutti i personaggi. Lo spettacolo rimane in scena dal 2012 al 2015, permettendogli di vincere il premio Landieri nel 2014. Nel 2015 viene ingaggiato per la realizzazione del film Sangue del mio sangue, con la regia di Marco Bellocchio, nei panni dell'inquisitore domenicano Cacciapuoti. Sempre con Bellocchio, nel 2016 Alesi partecipa al film Fai bei sogni, mentre nel 2019 interpreta il giudice Giovanni Falcone, nel film Il traditore.

## Filmografia

### Attore

#### Cinema
- Pane e tulipani, regia di Silvio Soldini (2000)
- Agata e la tempesta, regia di Silvio Soldini (2004)
- Te lo leggo negli occhi, regia di Valia Santella (2004)
- Miracolo a Palermo!, regia di Beppe Cino (2005)
- E ridendo l'uccise, regia di Florestano Vancini (2005)
- Viaggio segreto, regia di Roberto Andò (2006)
- Le rose del deserto, regia di Mario Monicelli (2006)
- In memoria di me, regia di Saverio Costanzo (2007)
- Vincere, regia di Marco Bellocchio (2009)
- La doppia ora, regia di Giuseppe Capotondi (2009)
- La passione, regia di Carlo Mazzacurati (2010)
- Venuto al mondo, regia di Sergio Castellitto (2012)
- Il comandante e la cicogna, regia di Silvio Soldini (2012)
- Romanzo di una strage, regia di Marco Tullio Giordana (2012)
- Sangue del mio sangue, regia di Marco Bellocchio (2015)
- Fai bei sogni, regia di Marco Bellocchio (2016)
- L'ordine delle cose, regia di Andrea Segre (2017)
- Il traditore, regia di Marco Bellocchio (2019)
- Il cattivo poeta, regia di Gianluca Jodice (2020)
- La scuola cattolica, regia di Stefano Mordini (2021)
- Esterno notte, regia di Marco Bellocchio (2022)
- La stranezza, regia di Roberto Andò (2022)
- Rapito, regia di Marco Bellocchio (2023)
- Cabrini, regia di Alejandro Monteverde (2024)
- Iddu - L'ultimo padrino, regia di Fabio Grassadonia e Antonio Piazza (2024)
- Duse, regia di Pietro Marcello (2025)

#### Televisione
- Altri tempi, regia di Marco Turco (2013)
- La porta rossa, regia di Carmine Elia (2019)
- Solo per passione - Letizia Battaglia fotografa, regia di Roberto Andò (2022)
- Leopardi - Il poeta dell'infinito, regia di Sergio Rubini – miniserie TV (2025)

#### Cortometraggi
- Se posso permettermi, regia di Marco Bellocchio (2021)
- Se posso permettermi - Capitolo II, regia di Marco Bellocchio (2024)

## Teatro
- Gabbiano di Anton Čechov, regia di Eimuntas Nekrosius (2002)
- Natura morta in un fosso di Fausto Paravidino, regia di Serena Sinigaglia (2002)
- Il Grigio di Giorgio Gaber, regia di Serena Sinigaglia (2004)
- Edeyen di Letizia Russo, regia di Fausto Russo Alesi (2005)
- Il silenzio dei comunisti, regia di Luca Ronconi (2006)
- Fahrenheit 451, regia di Luca Ronconi (2007)
- Nel bosco degli spiriti, regia di Luca Ronconi (2008)
- Sogno di una notte di mezza estate, regia di Luca Ronconi (2008)
- Il mercante di Venezia, regia di Luca Ronconi (2009)
- 20 novembre di Lars Norén, regia di Fausto Russo Alesi (2009)
- I demoni di Dostoevskij, regia di Peter Stein (2010)
- Nathan il saggio di Lessing, diretto da Carmelo Rifici (2011)
- La modestia di Rafael Spregelburd, regia di Luca Ronconi (2012)
- Santa Giovanna dei macelli di Brecht, regia di Luca Ronconi (2012)
- Natale in casa Cupiello di Eduardo De Filippo, regia di Fausto Russo Alesi (2012)
- Cuore di cactus di Antonio Calabrò (2013)
- Celestina laggiù vicino alle concerie in riva al fiume di de Rojas, regia di Michel Garneau (2014)
- Divine Parole di Ramón Maria del Valle-Inclán, regia di Damiano Michieletto (2015)
- Smith & Wesson di Alessandro Baricco, regia di Gabriele Vacis (2016)
- Fedra di Seneca con la regia di Carlo Cerciello (2016)
- Giardino dei ciliegi di Anton Čechov con la regia di Valter Malosti (2016)
- Ivan liberamente tratto dai Fratelli Karamazov di Dostoevskij, regia di Serena Sinigaglia (2017)
- Viaggio di Enea di Olivier Kemeid, regia Emanuela Giordano (2017)
- In attesa di giudizio, regia di Roberto Andò (2017)
- Disgraced di Ayad Akhtar regia di Martin Kusej (2017)
- Regina Madre di Manlio Santanelli regia di Carlo Cerciello (2018)
- Macbeth di Shakespeare, regia di Serena Sinigaglia (2018)

## Riconoscimenti
- Premio Ubu, Miglior attore under 30 (2002)
- Premio Ubu, Miglior attore non protagonista (2009)
- Premio Ubu, Miglior attore non protagonista (2012)
- Premio Landieri (2014)
- Gobbo d'oro, Bobbio Film Festival (2019)
- David di Donatello 2023 – Candidatura come miglior attore non protagonista per Esterno notte